# Мисфельдер, Филипп
Филипп Мисфельдер (нем. Philipp Mißfelder; 25 августа 1979, Гельзенкирхен — 13 июля 2015, Косфельд) — немецкий политик, член ХДС.
С 2002 года являлся председателем Молодёжного союза, а с 2005 — депутатом бундестага. Являлся членом Руководящего комитета Кенигсвинтерской конференции («Кенигсвинтерские встречи») Германо-Британского общества, а также членом исполнительного комитета президиума Немецкого общества внешней политики (Deutsche Gesellschaft für Auswärtige Politik), DGAP и объединения Атлантик-Брюке.

## Образование
В 1999 году после окончания Меркише Шуле (Märkische Schule) в Бохум-Ваттеншайде прошёл срочную службу в армии.
В 2000 году начал учёбу с изучения юриспруденции, но затем в 2003 году решил изучать историю в Берлинском техническом университете.
Защитив в 2008 году работу о публицисте Максимилиане Гардене, получил степень магистра истории и, помимо своей деятельности в качестве депутата бундестага, работал историком в издательской группе teNeues.

## Партийная карьера
В 1993 году вступил в Молодёжный союз, с 1995 — член партии ХДС.
В 1998—2000 годах был председателем Союза школьников.
С 1999 года — член Правления ХДС.
18 октября 2002 года избран председателем объединения Молодёжного союза, а в 2010 году утверждён на эту должность съездом Молодёжного союза.
С начала 2008 года вместе с председателем Объединения пожилых людей Отто Вульфом возглавляет рабочую группу «Единство поколений» при партии ХДС Германии. Эта группа выступала за сплочённость молодёжи и людей старшего поколения, стала инициатором совместных выступлений во время проведения предвыборных кампаний.
В декабре 2008 года избран членом Президиума ХДС и стал таким образом самым молодым политиком этого органа. В ноябре 2010 года утверждён на этой должности съездом ХДС.

## Депутатская деятельность
С 2005 — депутат бундестага Германии. Во время выборов в бундестаг 2009 года он получил более 30 процентов первичных голосов в округе Реклингхаузен, который был оплотом ХДС с 1960-х годов. По результатам выборов в округе Мисфельдер занял второе место с отставанием в 12,4 процентов от своего оппонента Франка Швабе, кандидата от СДПГ, получившего прямой мандат на выборы в одномандатном округе. Тем не менее, Мисфельдер стал депутатом бундестага по списку ХДС от земли Северный Рейн-Вестфалия. В семнадцатом выборном периоде Мисфельдер являлся спикером фракции ХДС/ХСС в бундестаге по вопросам внешней политики, входил в состав комитета по иностранным делам Бундестага.
Скончался 13 июля 2015 года от лёгочной эмболии.

## Личная жизнь
Филипп Мисфельдер был женат с 2006 года, дочь 2009 года рождения. По вероисповеданию — католик.

## Политическая позиция
В вопросах внешней политики Мисфельдер однозначно высказывался против вступления Турции в Европейский союз и за мандат ООН в отношении Ливии, дистанцируясь таким образом от официальной позиции Германии, сформулированной министром иностранных дел Вестервелле.